# Korpisaari
Korpisaari is een tweetal eilanden in de Zweedse Kalixälven. De eilanden zijn van elkaar gescheiden door een stroom van de rivier. Het noordelijkst gelegen eiland heeft een oppervlakte van ongeveer 8 hectare; het zuidelijke eiland, waarvan de coördinaten zijn, 16 hectare.